# Stanisław Pilch
Stanisław Jan Pilch – inspektor Policji Państwowej.

## Życiorys
W II RP wstąpił do Policji Państwowej. W stopniu podinspektora pełnił funkcję komendanta Okręgu IX Tarnopolskiego od 10 kwietnia do 1 listopada 1923, a następnie w stopniu inspektora sprawował stanowisko komendanta Okręgu VI Krakowskiego Policji Państwowej od 1 listopada 1923 do 15 września 1931.
2 maja 1923 został odznaczony Krzyżem Kawalerskim Orderu Odrodzenia Polski „za zasługi, położone dla Rzeczypospolitej Polskiej na polu bezpieczeństwa publicznego”.